# Зальцман, Карл
Карл Зальцман (нем. Carl Saltzmann; 23 сентября 1847, Берлин — 14 января 1923, Потсдам) — немецкий художник и педагог.

## Биография
Карл Зальцман родился в Берлине, в семье сапожника. В 1862—1866 годах выучился на золотых дел мастера (ювелира). В 1867—1868 годы посещает Прусскую художественную академию, в 1868—1871 годах учится у художника-пейзажиста Германа Эшке. В 1872 году Зальцман приезжает в Дюссельдорф и открывает там художественную мастерскую. В 1877 он переезжает в Берлин. В 1878 году Зальцман знакомится с королевой Викторией Прусской, приобретшей его полотно с видом на гавань балтийского порта Кольберг. Виктория также выбирает художника как спутника для своего сына, принца Генриха, отправившегося в том же году в двухгодичное морское кругосветное путешествие. Плавание происходило на корвете «Принц Адальберт», который обогнул Ю. Америку, Ю. Африку и затем отправился в Японию.
В 1884—1885 годах К.Зальцман — по желанию принца Генриха — преподаёт ему и его брату Вильгельму (будущему императору Вильгельму II) рисование и живопись. В своих воспоминаниях впоследствии Вильгельм II с теплотой упоминает об этих занятиях. Вскоре после своего восшествия на престол Вильгельм II берёт художника с собой в свою поездку по северным соседям — России, Швеции и Дании. За написанную по итогам этого визита картину «Приезд кайзера в Кронштадт» К.Зальцман удостаивается в 1889 году Рыцарского креста Домашнего ордена Гогенцоллернов. В 1890 он строит для себя виллу в Нойбабельсберге близ Потсдама.
В 1889 по 1914 год К. Зальцман по крайней мере 22 раза сопровождал Вильгельма II в его путешествиях по северным морям, которые германский император совершал ежегодно и июле (всего 26 раз). В 1894 году Зальцман начинает преподавать в Берлинской академии художеств, в 1896 становится её профессором, в 1904—1912 годах он занимает пост председателя Берлинского союза художников.
Карл Зальцман работал преимущественно как пейзажист и художник-маринист. Наиболее известны его морские виды и изображения кораблей, на которых удивительно живым образом передавалось движение волны и воды. Принадлежал также к кругу художников, работавших по рекламным заказам шоколадного фабриканта из Кёльна Людвига Штольверка (нем.) (1857—1922).

## Галерея

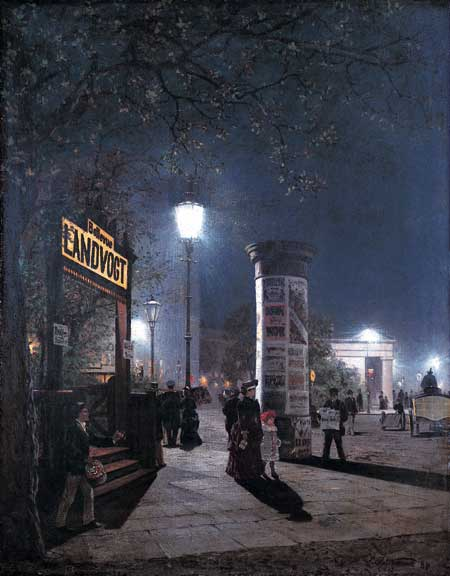
Первое электрическое уличное освещение в Берлине (1884)
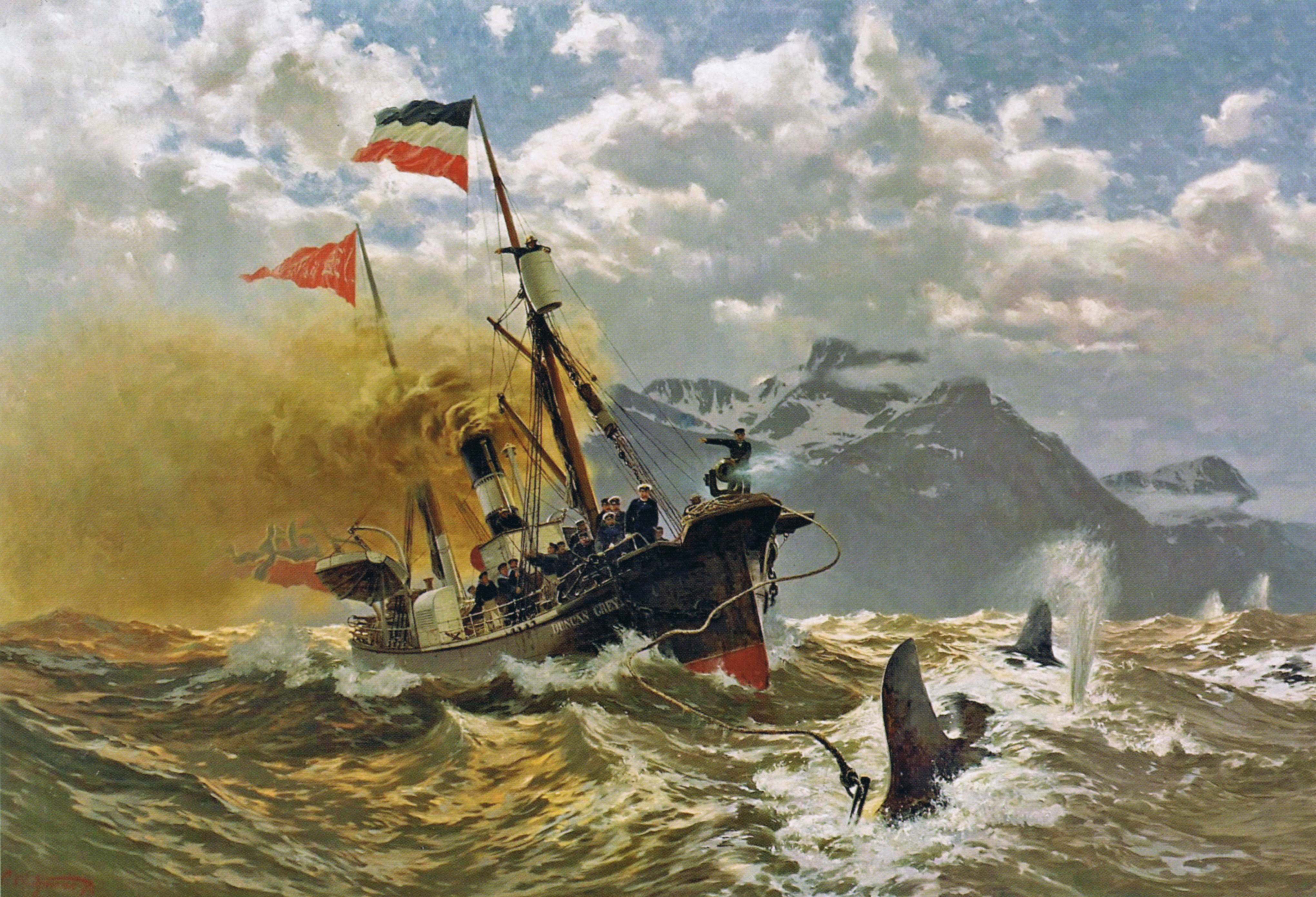
Кайзер Вильгельм II охотится на китов у Лофотенских островов (ок. 1900)
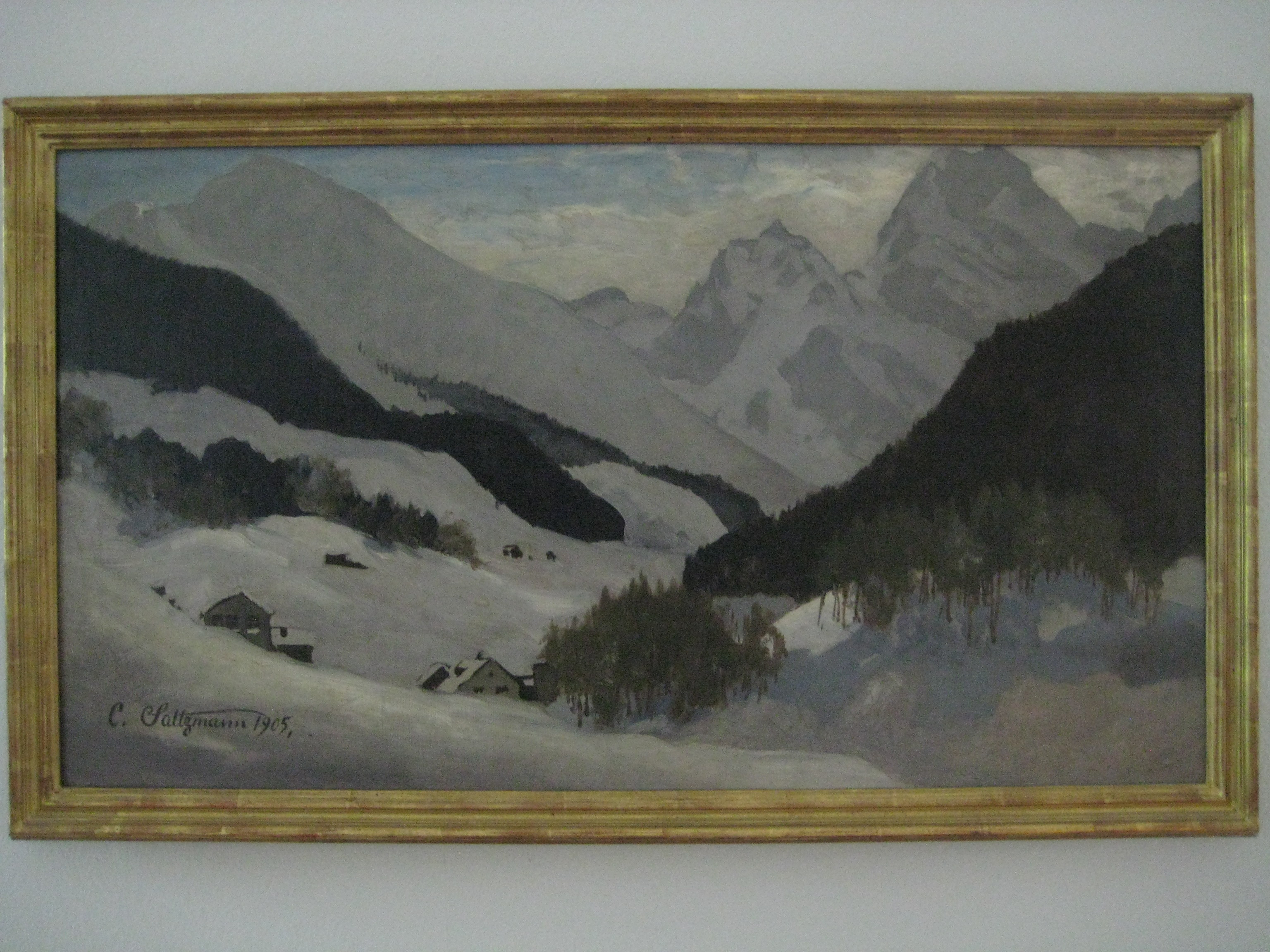
сигнировано C. Saltzmann 1905
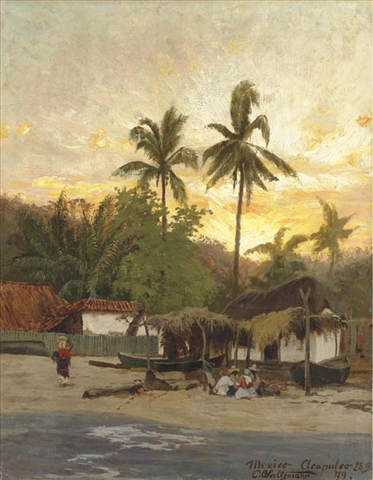
В Акапулько (1879)
Императрица Августа покидает Нью-Йорк